# Tritonikon
Tritonikon je dvouplátkový dřevěný hudební nástroj.

## Historie, vývoj a konstrukce
Vynález tohoto nástroje se připisuje královéhradeckému nástrojaři Václavu Františku Červenému (1819-1896) a spadá do roku 1856. Některé konstrukční součásti jsou však nepochybně dílem belgického nástrojaře, skladatele a hudebního teoretika Victora-Charlese Mahillona (1841 Brusel – 1924 St. Jean u Cap-Ferrat, Belgie). Koncepce tritonikonu z dílny V. F. Červeného vycházela částečně z kovových fagotů nástrojaře Johanna Stehla, jejichž zdokonalený model vyráběla firma Schöllnast und Sohn v Bratislavě a částečně z ofiklejdy, u které Červený pokusně nahradil nátrubek třtinovým plátkem. Zhotovil celkem dvacet různě laděných tritonikonů, z nichž tři se nacházejí ve sbírce hudebních nástrojů Národního muzea v Praze. Vynález sarrusofonu, který hráčům nabídl lepší technické možnosti a uplatnění, vývoj tritonikonu zastavil. O osud sarrusofonu se později podobným způsobem postaral saxofon.
Nástroj je zhotoven z mosazi a svým tvarem připomíná tubu. Tělo nástroje sestává z esíčka, na které se nasazuje dvojitý plátek, spirálovitě zahnutá trubice s navrtanými dírkami opatřenými klapkovým mechanismem a krátkého korpusu. Díry v nástrojové trubici jsou nezvykle široké a svým provedením zajišťují unikátní vlastnost tohoto nástroje - každý tón se vytváří pouze jedinou klapkou a pro žádné tóny není tedy třeba používat kombinace klapek. Mechanika je rovněž uspořádána zcela jedinečným způsobem - prstoklad v principu připomíná klaviaturu piana - malík levé ruky ovládá klapku nejhlubšího tónu, zatímco malík pravé ruky nejvyššího tónu. Ostatní prsty pak ovládají klapky mezilehlých tónů. Belgický nástrojař Mahillon, který se na vývoji nástroje podílel, prohlásil, že „hráči zběhlému v klavírní hře postačí k ovládnutí tritonikonu pouhých pár dní. Jediné, co však může zpočátku působit potíže, je horní postavení levé ruky". Kromě klapek jednotlivých tónů je tritonikon vybaven dvěma oktávovými klapkami a několika palcovými klapkami, mezi které patří ovládání tónu D´, které se od ostatních klapek liší obrácenou výchozí polohou.
Na vývoji plátkových nástrojů, které se kvůli zvukovým charakteristikám zhotovovaly z kovu, se podílelo více výrobců. Kromě zmíněného tritonikonu a kovového fagotu Harmoniebaß Johanna Stehla se mezi ně dále řadí Paolo Pelitti se svými modely controfagottone basso a controfagotto d’ottone čili žesťový fagot, Heinrich Joseph Haseneier a jeho Contrabassophon z roku 1850, Victor-Charles Mahillon, který v Bruselu představil Contrabasso-á-anche nebo nástrojářská dílna Orsi dodávající italským vojenským kapelám nástroj Contrabasso ad ancia.